# Arigomphus lentulus
Arigomphus lentulus är en trollsländeart som först beskrevs av James George Needham 1902.  Arigomphus lentulus ingår i släktet Arigomphus och familjen flodtrollsländor. Inga underarter finns listade i Catalogue of Life.